# Taomoda Week
La Taomoda Week è una celebre kermesse di caratura internazionale che si svolge ogni anno nel mese di luglio a Taormina.
Ideata e presieduta dalla giornalista Agata Patrizia Saccone la kermesse coniuga sostenibilità, moda, cultura, turismo, design.
La kermesse si articola attraverso un fitto calendario di appuntamenti: exhibition, convegni, master class, appuntamenti letterari, fashion show, showcase.
La Taomoda Week è abbinata ai Tao Awards i prestigiosi Premi che vengono assegnati annualmente durante la serata di gala della kermesse, che si svolge al Teatro Antico di Taormina, a personalità del mondo della moda, dello spettacolo, della musica, dell'imprenditoria, della cultura, del giornalismo, della televisione, del cinema.

## Storia
L'evento nasce nel 2000 a Catania con la denominazione "Catania Talenti & Dintorni" e nel 2014 si trasferisce a Taormina ampliando il proprio format e divenendo così una rassegna internazionale.
Le prime 14 edizioni si sono svolte nel cuore barocco della città etnea, dapprima ai Quattro Canti e poi in Piazza dell'Università.
Sul palcoscenico di "Catania, Talenti & Dintorni" nel 2008 hanno sfilato, per la prima volta dalla scomparsa dello stilista, gli abiti del Museo Gianfranco Ferré, tra le indossatrici Miriam Leone (nello stesso anno proclamata Miss Italia).
Tra i presentatori della serata di gala Amadeus, Marco Liorni, Cinzia Malvini, Beppe Convertini, Angelo Mellone, Alessandro Greco.
Taomoda ha inoltre ospitato la mostra con gli abiti storici e i bozzetti originali di Gianfranco Ferré (2017), l'exposition #SaveBorsalino (Palazzo Duchi di Santo Stefano, Taormina, nel 2018), la mostra "Il mare non ha paese" con le fotografie di Arturo Delle Donne (Palazzo Ciampoli, Taormina, nel 2019). l’incubatore Taomoda Sicily dedicato al comparto moda siciliano.
Il calendario della Taomoda Week dal 2021 ospita anche il “Sustainability Day” , la prima giornata della sostenibilità in Italia.

## Partnership
L'evento, patrocinato dal 2005 dalla Camera nazionale della moda italiana, si avvale dei patrocini di Repubblica Italiana, Ministero dello sviluppo economico, Ministero della Transizione Ecologica, Unione europea, ENIT,  Regione Siciliana, Comune di Taormina, Parco Archeologico Naxos Taormina, Regione Trentino-Alto Adige, Comune di Alessandria, Comune di Venezia, Fondazione Università degli Studi di Roma La Sapienza, Università degli Studi di Roma "La Sapienza", Università degli Studi di Catania, COF (Centro Orientamento Formazione e Placement) dell'Università di Catania, ENEA,  Istituto Marangoni Milano, ADI, IED, Camera Buyer Italia,  Ordine e Fondazione Architetti Catania, CNAPPC Consiglio Nazionale degli Architetti, Pianificatori, Paesaggisti e Conservatori, FISAR (Fondazione Italiana Sommelier Albergatori Ristoratori).

## Dati statistici
La rassegna internazionale TAOMODA è inserita nel calendario dei Grandi Eventi di forte richiamo turistico della Regione Siciliana, ogni anno l'evento viene presentato alla BIT (Borsa internazionale del turismo) di Milano. A ciascuna edizione della rassegna migliaia di visitatori che giungono appositamente a Taormina per seguire l'importante manifestazione, tra questi: imprenditori, buyer, giornalisti, personaggi istituzionali, fotografi, stilisti, designer e celebrities.

## Associazioni simili
- British Fashion Council
- Camera Nazionale della Moda Italiana
- Camera della moda Araba
- Council of Fashion Designers of America
- Fédération française de la couture